# Dendrophilus pygmaeus
Dendrophilus pygmaeus es una especie de coleóptero de la familia Histeridae.

## Distribución geográfica
Habita en Europa y Asia del Norte.